# Antônio Roseno de Lima
Antonio Roseno de Lima (Alexandria, 1926 - Campinas, 1988) foi um pintor, fotógrafo e artesão brasileiro.

## Biografia
Nascido em uma família simples do Rio Grande do Norte, Roseno morou na roça até os 22 anos de idade. Começou a trabalhar desde cedo, produzindo gaiolas, objetos de madeira e colheres.
Em 1959, casado há oito anos e com a esposa à espera do quinto filho, deixou sua família e partiu em busca de uma nova vida em São Paulo.

Em 1961, aos 35 anos, frequentou um curso de fotografia passando, então, a registrar festas de aniversário e casamentos, trabalhando como fotógrafo lambe-lambe nas cidades de São Paulo e Indaiatuba.
Neste mesmo ano, tiveram início suas atividades na pintura. Autodidata, Roseno pintou diariamente e desenhou em série, apresentando um universo iconográfico composto por seres humanos, animais e objetos.
A partir de 1976, Roseno fixou-se na favela Três Marias, em Campinas, em um barraco sem iluminação elétrica onde viveu até a sua morte em 1998.
Em 1988, conheceu o artista e professor Geraldo Porto, que iniciou a obra de Roseno no mundo artístico e fez dela tema de seu mestrado, em 1993, pela Universidade Estadual de Campinas - UNICAMP.
Em 1991, foi lançada a sua primeira exposição individual, na Casa Triângulo, em São Paulo, e seu trabalho começou a ganhar destaque em cadernos de cultura de importantes jornais do Brasil.
Em 1995, a grife de roupas Forum comprou doze imagens de Roseno que ilustraram a sua agenda anual.

## Obra
Classificado como demente e esquizofrênico, Roseno tem sua obra ligada à Arte Bruta ou Outsider Art.
Produzia com materiais simples e coloria vividamente suas figuras, animais, plantas e objetos. No verso de cada quadro seu, Roseno colava um bilhete escrito em máquina de escrever contendo a mensagem:
PARA COMEÇAR FAZER O DESENHO PRECISA: LÁPIS, CANETA, ALGODÃO, QUEROSENE, THINER, GASOLINA, PINCEL, RÉGUA, TESOURA, GIZ, PAPEL, SODA CÁUSTICA, FOGO, PREGO, TRABALHO, MADEIRA, TINTA. SERROTE, MESA, CASA, CADEIRA. PARA FAZER ESSE DESENHO FICA MUITO CARO. QUEM PEGAR ESSE DESENHO GUARDE COM CARINHO. PODE LAVAR; SÓ NÃO PODE ARRANHAR TENDO ZELO, ATURA MEIO SÉCULO, E FICA PARA OS FILHOS E NETOS.

Depois de sua morte, uma parte de sua obra foi jogada no lixo. A maioria, no entanto, já pertencia a colecionadores no Brasil e de outros países, incluindo o Collection de l’Art Brut, em Lausanne, Suíça.
Trezentas de suas fotografias fazem parte do acervo do  Centro de Memória - Unicamp (CMU), doadas pelo professor Geraldo Porto.
Em 2014, a nova edição de L’Art Brut, livro de Lucienne Peiry publicado pela Flammarion, Paris, traz em sua capa a obra Bêbado, de Antonio Roseno de Lima, fotografada por Arnaud Conne.

## Exposições individuais
- 1991 - São Paulo SP - Retrospectiva, na Casa Triângulo
- 1993 - São Paulo SP - Individual, na Casa Triângulo
- 1995 - Nova York (Estados Unidos) - Antonio Roseno de Lima, na Calvin Morris Gallery
- 1998 - Campinas SP - Individual, na Galeria de Arte da Unicamp
- 2022  - Campinas SP -  Exposição A.R.L. Vida e Obra, no MACC – Museu de Arte Contemporânea de Campinas[8]
- 2022 - Natal RN - Exposição A.R.L. Vida e Obra, na Galeria Conviv’Art (NAC)[8]
- 2022/23 - Campinas SP -  Exposição A.R.L. Vida e Obra, na Casa de Vidro / Museu da Cidade[8]
- 2022/23 - Itu SP -  Exposição A.R.L. no Plaza Shopping Itu[8]

## Exposições coletivas
- 1992 - Campinas SP - A Pintura em Campinas - O Contemporâneo, no Centro de Informática e Cultura II
- 1995 - Campinas SP - Panorama Cultural de Campinas, no MACC
- 1996 - São Paulo SP - 4º Studio Unesp Sesc Senai de Tecnologia de Imagens, no Sesc Pompéia
- 2002 - São Paulo SP - Pop Brasil: a arte popular e o popular na arte, no CCBB
- 2014 - Lausanne (Suíça) - L’Art Brut Dans Le Monde, no Museu Collection de l’Art Brut
- 2016 - Lausanne (Suíça) - People, no Museu Collection de l’Art Brut